# Riedenhof (Attenweiler)
Riedenhof ist ein Ortsteil der Gemeinde Attenweiler im Landkreis Biberach in Baden-Württemberg. Die Einöde liegt circa drei Kilometer nördlich von Attenweiler.
Riedenhof wurde als Teil der Gemeinde Oggelsbeuren am 1. Januar 1975 durch die Vereinigung der Gemeinden Attenweiler, Oggelsbeuren und Rupertshofen zu Attenweiler eingemeindet.

## Geschichte
Der Ort wurde 1380 erstmals erwähnt. Von den Herren von Stadion kam Riedenhof 1380 an das Kloster Oggelsbeuren, nach der Klosteraufhebung 1787 an das damalige gefürstete Damenstift Buchau.